# Alamedilla
Alamedilla település Spanyolországban, Granada tartományban. Alamedilla Alicún de Ortega, Dehesas de Guadix, Guadahortuna, Pedro Martínez, Huelma és Cabra del Santo Cristo községekkel határos. Lakosainak száma 543 fő (2024).

## Népesség
A település népessége az elmúlt években az alábbi módon változott:
| Lakosok száma | 871  | 830  | 785  | 721  | 704  | 658  | 611  | 574  | 564  | 543  |
|               | 2001 | 2004 | 2006 | 2009 | 2011 | 2014 | 2016 | 2019 | 2021 | 2024 |